# Mafra (Santa Catarina)
Pour les articles homonymes, voir Mafra.
Mafra est une ville brésilienne du nord de l'État de Santa Catarina.

## Généralités
La municipalité se situe à 310 km de la capitale de l'État, Florianópolis et à 105 km de Curitiba, la capitale de l'État du Paraná. Les principales activités économiques de la municipalité sont l'agriculture, l'élevage et l'industrie. La température moyenne oscille entre 15 et 25 °C. La ville fait partie de la région métropolitaine Nord/Nord-Est de Santa Catarina, dont le siège est à Joinville.

## Géographie
Mafra se situe par une latitude de 26° 06′ 41″ sud et par une longitude de 49° 48′ 19″ ouest, à une altitude de 793 mètres.
Sa population était de 52 920 habitants au recensement de 2010. La municipalité s'étend sur 1 404 km2.
Elle fait partie de la microrégion de Canoinhas, dans la mésorégion Nord de Santa Catarina.

## Histoire
L'histoire de Mafra est liée à celle de Rio Negro, au Paraná. En effet, avant le changement de frontière entre les deux États, les deux villes faisaient partie de la même municipalité. Jusqu'au XVIIIe siècle, vivaient dans la région des indiens botocudos. La ville se trouvait sur le chemin des tropeiros et leur servait d'étape. La colonisation proprement dite de la région fut le fait de colons européens. À partir de 1894, la frontière entre Santa Catarina et le Paraná fait l'objet d'un litige entre les deux États. Il est résolu par un accord du 28 octobre 1916. Le 25 août 1917, par décision du Tribunal Fédéral Suprême (Supremo Tribunal Federal, en portugais), l'État de Santa Catarina prend possession du territoire contesté, marquant les limites de la municipalité de Mafra, qui sera installée officiellement le 8 septembre de cette même année, sur la rive gauche du Rio Negro. Le nom de la municipalité est un hommage au juriste Manuel da Silva Mafra, qui défendit le Santa Catarina contre le Paraná. L'exploitation du yerba maté et du bois permet le développement de la région.

## Tourisme
Mafra est mondialement connue pour sa production de miel. Peuplée de colons d'origines diverses, elle garde vivantes les traditions des habitants. L'église Nossa Senhora do Perpétuo Socorro est le lieu de culte des ukrainiens de la ville. Le pont métallique « Dr. Dinis Assis Henning », sur le Rio Negro, inauguré en 1896 est le principal monument historique de la région. Quelques particularités de la ville: les camphriers de la place Hercílio-Luz, les rues pavées de basalte et les fossiles, qui prouvent qu'il y a quelques millions d'années la région était sous les eaux. Mafra est également une destination de tourisme rural.

## Événements
La ville accueille diverses manifestations au long de l'année:
- la fête de São José, en mars;
- la fête de Nossa Senhora do Perpétuo Socorro, traditionnelle de la communauté ukrainienne, en juin;
- la fête Bucovine, en juillet;
- la fête de Notre-Dame d'Aparecida (Nossa Senhora Aparecida en portugais), en octobre.

## Administration
La municipalité est constituée de trois districts :
- Mafra (siège du pouvoir municipal)
- Bela Vista do Sul
- Rio Preto do Sul

## Villes voisines
Mafra est voisine des municipalités (municípios) suivantes :
- Rio Negrinho
- Itaiópolis
- Papanduva
- Três Barras
- Antônio Olinto dans l'État du Paraná
- Lapa dans l'État du Paraná
- Rio Negro dans l'État du Paranásttat